# Callionymus africanus
 Callionymus africanus és una espècie de peix de la família dels cal·lionímids i de l'ordre dels cipriniformes que es troba a Kenya.